# Programa de Transición
El Programa de transición —originalmente titulado La agonía del capitalismo y las tareas de la IV Internacional— es un programa de acción votado en el congreso fundacional de la Cuarta Internacional en septiembre de 1938, elaborado principalmente por León Trotski. Este documento constituye una de las bases fundamentales del trotskismo.
El concepto mismo de transición se opone por el vértice al programa mínimo y programa máximo.

## Sinopsis
La idea transicional de este programa es, a grandes rasgos, la siguiente: la clase obrera no está familiarizada con la necesidad de adoptar las ideas revolucionarias de la IV Internacional debido a «la confusión y desmoralización de la generación madura, la inexperiencia de la generación joven».

Es necesario ayudar a las masas a que en sus luchas cotidianas hallen el puente que une sus reivindicaciones actuales con el programa de la revolución socialista. Este puente debe componerse de un conjunto de reivindicaciones transitorias, basadas en las condiciones y en la conciencia actual de amplios sectores de la clase obrera para hacerlas desembocar en una única conclusión final: la toma del poder por el proletariado.